# Victor Feldbrill
Victor Feldbrill   (Toronto, 4 d'abril de 1924 - 17 de juny de 2020) fou un violinista i director d'orquestra canadenc.
Feldbrill va néixer a Toronto, fill d'immigrants jueus polonesos, Helen (Lederman) i Nathan Feldbrill. Durant la seva adolescència va tocar el violí i va assistir al Harbord Collegiate Institute. Es va unir a la Marina a la Segona Guerra Mundial, tocant el violí al Navy Show i estudiant a temps parcial a la Royal Academy of Music. És graduat a la Universitat de Toronto.
Feldbrill va actuar com a violinista a l'Orquestra Simfònica de Toronto del 1949 al 1956. Del 1958 al 1968 va ser el director principal de l'Orquestra Simfònica de Winnipeg. El 1967 va dirigir la Toronto Philharmonia en una gravació de l'àlbum Heritage, que presentava música de compositors canadencs.
El 1969 va dirigir l'Orquestra del Festival CBC. Aquell any va dirigir l'Orquestra de l'estudi CBC en una adaptació de la música de l'òpera Louis Riel, que es va llançar anys després com a DVD.
Del 1973 al 1978, va ser el director resident de l'Orquestra Simfònica de Toronto. El 1974 fundà la Toronto Symphony Youth Orchestra i en fou director fins al 1978. Entre els seus estudiants hi ha Milton Barnes i Brian Jackson.
El 1985 fou nomenat oficial de l'Orde del Canadà. Als anys noranta va dirigir la Filharmònica de Hamilton. El 1999 se li va atorgar l'Orde d'Ontario.
El 2017, Feldbrill va tornar a dirigir la Winnipeg Symphony pel seu 70è aniversari. Tenia 94 anys. Victor Feldbrill va morir el 2020 a Toronto, a l'edat de 96 anys.